# Культура Омского района Омской области
Культура в Омском муниципальном районе Омской области.
В тяжелых условиях общенационального кризиса 1990-х годов в Омском районе была в полном объёме сохранена система учреждений культуры, народного образования, здравоохранения и спорта. В стабильной работе социокультурной сферы руководство района видит надежный залог духовного и физического здоровья населения пригородных сел, поселков и деревень.
На рубеже XX—XXI вв. система учреждений культуры Омского района является крупнейшей в области. Причем она не только сохранена, но и приумножена. В 1999 году, после двадцатилетнего запустения, был восстановлен дендропарк федерального значения — сад имени Комиссарова. По состоянию на 1 января 2002 года, в районе действовало 25 сельских домов культуры, 23 клуба, 48 библиотек, 7 детских школ искусств, 411 клубных формирований, дендропарк, организационно-методический центр, 14 народных коллективов художественной самодеятельности, 31 киноустановка. Кадровый потенциал отрасли составлял свыше 560 человек, из них около 260 творческих работников. Более 100 специалистов имеют высшее образование. В 2000 году были заняты: в клубных формированиях района 7021 человек, в кружках художественной самодеятельности — 3924. В течение 2000 года работники культуры провели 8687 мероприятий, которые посетили свыше 400 000 зрителей.

## Народное творчество
Отдел культуры был организатором районного фестиваля самодеятельности народного творчества. В 2001 году он проходил под девизом «На рубеже веков», все мероприятия были посвящены 60-летию Омского района. В рамках фестиваля прошло 30 районных праздников, конкурсов, смотров и вечеров. Большим событием в культурной жизни района была подготовка и проведение Дня культуры Омского района в г. Омске в рамках пятого областного фестиваля Российской культуры «Душа России». Среди культпросветработников имеют правительственные и министерские награды 13 человек. Почетного звания «Заслуженный работник культуры Российской Федерации» удостоены 4 человека, знака «За достижения в культуре» — 1, «За отличную работу» — 6, медалью «За боевые заслуги» — 1, звания «Мастер спорта по спортивной акробатике» — 1. Выдающиеся способности организатора культурно-массовой деятельности, талант администратора проявила заслуженный работник культуры РФ, начальник управления культуры администрации Омского муниципального образования Маргарита Викторовна Васильева. С 1987 года она возглавляет в районе сферу культуры. Звания «народный» и «образцовый» имеют 15 коллективов художественной самодеятельности. Среди них народный хор «Калинушка» Морозовского СДК, возглавляемый Владимиром Альбертовичем Кригером, фольклорный ансамбль «Ярмарка» из Сибирского СДК, возглавляемый Александром Викторовичем Селюном, народный вокальный ансамбль «Горница» из Новотроицкого СДК, возглавляемый Александром Ивановичем Прибора. В Омском районе ежегодно проводится фестиваль самодеятельного народного творчества. Коллективы художественной самодеятельности из омских пригородных сел является постоянными участниками и лауреатами областных и всероссийских фестивалей и конкурсов. С 1994 года стало доброй традицией в Сибирском СДК (с. Ростовка) проводить всероссийские и областные фестивали хоровых и фольклорных коллективов «Поет село родное». В 1994—2001 гг. Омский район провел четыре таких фестиваля. В 2000 году гостями района были творческие коллективы из 22 регионов России.
Благодаря финансовой помощи администрации Омского муниципального образования, местные творческие коллективы не замыкаются в пределах культурного пространства региона, а имеют возможность выезжать в различные российские и зарубежные города для участия в фестивалях и конкурсах. В 1995 году фольклорный ансамбль «Ярмарка» из Ростовки ездил в г. Чебоксары, где стал лауреатом Всероссийского фестиваля «Поет село родное». В 1997 году самодеятельные артисты из того же села представляли Омскую область на праздновании 850-летия Москвы. В 1998 году «Ярмарка» побывала на международном фестивале в Испании. В 2000 году народный хор «Калинушка» из Морозовки и фольклорный ансамбль «Ярмарка» стали лауреатами III Всероссийского фестиваля-конкурса «Поет село родное», который проходил в г. Брянске. В июле 2001 года ансамбль «Ярмарка» представлял Россию на Международном фестивале «Славянский базар» в г. Витебске.

## Библиотеки
В централизованную библиотечную систему Омского муниципального образования входят районная библиотека, её 46 филиалов, расположенных в сельской местности, и детская районная библиотека в с. Лузино. В малых селах района открыты библиотечные пункты. В 2000 году ЦБС обслуживала 35700 читателей. Каждый читатель посетил библиотеку в среднем 9 раз в течение одного года. Книговыдача составила 753289 экземпляров, читаемость — 21,3, книгообеспеченность на одного жителя — 5,8 экземпляров. В ЦБС работает более 80 библиотекарей, из них свыше 40 % имеют высшее образование. В соответствии с накопленным опытом работы, интересами населения, ряд библиотек преобразовались в специализированные филиалы. Горячеключевская библиотека стала экологическим центром, Усть-Заостровская — библиотекой-музеем, Дружинская — библиотекой семейного чтения, Сибирская — информационным центром. Положительным моментом в этой специализации является то, что библиотеки приобрели возможность вести интересную многоаспектную работу по выбранному направлению, оставаясь по-прежнему универсальными по составу книжного фонда. Для более полного удовлетворения запросов всех категорий читателей работает платный сектор межбиблиотечного абонемента. По заявкам клиентов он может получить любую литературу из фондов Омской государственной областной научной библиотеки имени А. С. Пушкина и вузовских библиотек.

## Историко-культурное наследие
В Омском районе проводится большая работа по сохранению историко-культурного наследия. Осуществлена паспортизация около 50 археологических объектов, находящихся в 12 сельских округах. Все памятники древности нанесены на карту, на них заключены охранные обязательства с государственной инспекцией по охране памятников, так как они представляют значительную ценность не только на местном, но и на общероссийском уровне. С 1990 года действует районная комната боевой и трудовой славы. Многие годы ею заведовала Зоя Михайловна Ярчук. Трудами этого неутомимого энтузиаста своего дела была создана районная Книга Памяти, собраны материалы, вошедшие в книгу «Солдаты Победы». Администрация Омского муниципального образования выделила средства для исследовательской деятельности автора этих строк в архиве, музее-заповеднике и научной библиотеке г. Тобольска, а также в омских архивах. Благодаря финансовой поддержке районной администрация, стала возможна поездка автора в Москву на Всероссийскую научную краеведческую конференцию.

## Образование
В 2000—2001 учебном году в детских школах искусств работали 66 педагогов, из них 44 — с высшим образованием. Они обучали 547 юных дарований. В 2001 году ДШИ района окончили 64 выпускника по специальностям: баян, аккордеон, гитара, фортепьяно. Состоялся первый выпуск учащихся художественного отделения Лузинской ДШИ. 12 учащихся были отмечены стипендиями главы районного самоуправления за высокие показатели в учёбе. Учащиеся Лузинской ДШИ Иван Поленков и Антон Кутькин стали лауреатами Международного конкурса детского рисунка «Мир и экология», проводившегося в Москве. Антону Кутькину была присуждена стипендия Министерства культуры РФ.
На рубеже XX—XXI вв. в системе народного образования Омского района действовали 64 общеобразовательные школы, в том числе 30 средних школ, 13 основных, 21 начальная. В последнее десятилетие XX в. произошло некоторое уменьшение количества детей и подростков школьного возраста в связи с демографическим кризисом. По состоянию на 1 сентября 1992 года, в школах Омского района обучалось 16200 учащихся, по состоянию на 1 сентября 2001 года — 13222. Педагогический процесс осуществляют более 1200 преподавателей. Звание «Заслуженный учитель РФ» имеют Юлия Ивановна Мудриченко из Богословской СШ, Анатолий Игнатьевич Кондратенко из Омской СШ, Зоя Герасимовна Адамчук из Усть-Заостровской СШ, Борис Антонович Булавко из Дружинской СШ, Ангелина Викторовна Лебедева из Петровской СШ, Нина Максимовна Гусева из Лузинской СШ № 2, София Степановна Арефьева из Первомайской СШ (с. Ачаир), заведующая ИМЦ районного управления образования Валентина Егоровна Пуликова. В 2002 году звания «Почетный работник общего образования РФ» были удостоены учитель начальных классов Лузинской СШ № 2 Н. А. Сильнягина, учитель химии Красноярской СШ Л. С. Дмятриева, учитель технологии Надеждинской СШ С. Ф. Сажина, учитель Подгородней начальной школы Г. К. Малахова. Благодаря высокому образовательному и профессиональному уровню педагогов, значительно улучшилось качество учебно-воспитательного процесса. В 1997 году выпускники школ Омского района получили 36 золотых и серебряных медалей; в 2001 — 43, из них 11 золотых и 32 серебряных.
В связи с тем, что в районе успешно реализуется проект «Образование» учащиеся пригородных школ систематически принимают участие в областных, региональных, всероссийских конференциях, конкурсах и олимпиадах по различным научным дисциплинам и становятся их лауреатами и дипломантами. В Омском районе большое количество учащихся охватывает научное общество «Поиск», ежегодно проводящее областные и районные конференции. Организатором и вдохновителем деятельности этого объединения юных талантов и творчески работающих педагогов Омского сельского пригорода является учитель истории Троицкой СШ Л. Н. Дежурова.
За последние 12 лет только педагогический коллектив Лузинской СШ, который до 2001 года возглавлял С. Г. Алексеев, подготовил 30 медалистов, более 40 призёров предметных олимпиад, более 30 лауреатов и дипломантов областных и всероссийских научно-практических конференций. Учащийся (ныне выпускник) Омской СШ Александр Дрофа дважды завоевал диплом лауреата 1 степени на Всероссийской краеведческой конференция в Москве и стал областным стипендиатом. Летом 2001 года губернатор Л. К. Полежаев лично вручил ему в числе других одаренных детей свидетельство стипендиата и памятный подарок. В прошлом году две школы получили по 1 млн рублей за победу в российском конкурсе, а 10 педагогов стали обладателями президентского гранта в 100 тысяч рублей и 30 тысяч призовых от правительства области.
Серьёзной проблемой в районе длительный период оставался подвоз учащихся. Ежегодно из 34 малых сел в 19 образовательных школ на занятия выезжают более 1500 детей. В 2001—2002 годах для стабильного и безопасного подвоза учащихся районная администрация приобрела б автобусов. Они были распределены в Калининский, Анреевский, Дружинский, Петровский, Усть-Заостровский и Богословский сельские округа. В 2002 году район получил ещё З машины в результате реализации губернаторской программы «Школьный автобус». Их передали в Омскую, Надеждинскую, Новотроицкую школы. В 2006 году школы также получили 5 автобусов, осуществляется работа по компьютеризации и подключению к Интернету — доступ к нему до конца 2006 года будут иметь все школы района.
На сегодняшний день во всех учреждениях образования достаточно успешно действует структура управления, где в той или иной мере представлены общественные составляющие. Педагогические советы, методические объединения, творческие группы — эти формы государственно-общественного управления учреждением действуют вполне эффективно: имеют конкретные планы, программы, результаты.
Организации и проведение смотров-конкурсов, круглых столов, научно-практических конференций, фестивалей, внедрение нетрадиционных форм методической работы в образовательных учреждениях позволили активизировать инновационную деятельность педагогов и педагогических коллективов образовательных учреждений, талантливых, по-настоящему творческих педагогов. Так, опубликовано на уровне района — 14, области — 15, России — 3 педагогических находок педагогов нашего района; образовательными учреждениями проведено 49 открытых мероприятий, из них не уровне районе — 46, области — 3 [5]. Выделяются средства из всех уровней бюджета на техническое оснащение, ремонт, на другие мероприятия. За классное руководство выплачено более 7 млн рублей. По-прежнему, есть хорошие шансы на получение очередных грантов президента России школами и преподавателями района, что является не только моральным стимулом, но и существенным материальным подспорьем, кто трудится в отрасли образования.
По состоянию на 1 января 2002 года, в Омском районе действовало 29 детских дошкольных учреждений, их посещало 2180 детей. Каждое лето в оздоровительных лагерях «Солнечная поляна» и «Родничок» отдыхает около 2000 детей, на 30 летних оздоровительных площадках при средних школах проводят каникулы 1500 детей. В декабре 2001 года объединенными усилиями администраций области и района открылся Ачаирский детский дом. Создание этого специализированного учреждения стало необходимым в связи со сложной социальной ситуацией, проблемами семьи и необходимостью защиты прав детей [6].
На территории Омского муниципального образования действуют два профессионально-технических училища (с. Усть-Заостровка и п. Ключи) и сельскохозяйственный техникум. Их выпускники пополняют кадровый потенциал пригородных хозяйств, становясь достойной сменой старших поколений аграриев. В 2007 году работа образовательной системы Омского муниципального района направлена на дальнейшую работу по реализации основных направлений национальных проектов. Национальный проект помогает перейти к актуальным образовательным программам, современным методикам обучение, совершенствованию системы воспитания, развитию форм общественного управления образованием и информатизации системы образования. Основные этапы уже пройдены, но ещё предстоит много работы для того, чтобы улучшить образовательную систему.
Несмотря на финансовые трудности, администрация Омского муниципального образования выделяет значительные средства на развитие физической культуры и спорта. Они окупаются в полной мере. В течение многих лет сборная команда спортсменов Омского района стабильно занимает первые места на областных зимних культурно-спортивных «Праздниках Севера» и летней «Королеве спорта». Омский сельский пригород вырастил немало профессиональных спортсменов, мастеров и кандидатов в мастера спорта. В последние годы возродился туризм как один из самых привлекательных для населения способов поддержания здорового образа жизни. В 2002 году две группы школьников из поселков Омский и Речной активно отдыхали в спортивных туристических палатных городках в курортном районе Боровое Республики Казахстан. Школьники из с. Дружино традиционно путешествовали по зкзотическим местам Омского Прииртышья, к тому же занимаясь археологическими изысканиями.

## Религия
Последнее десятилетие XX века ознаменовалось в нашей стране всплеском религиозных верований. Не обошло это социокультурное явление и Омский район. Тем более что он издревле богат духовными традициями русского православия. Кризис коммунистической идеологии, политическая нестабильность 1990-х гг., экономические трудности, неуверенность в завтрашнем дне толкают многих людей в лоно церкви, где они находят утешение и обретают веру. То, что длительное время запрещалось, а потом стало общедоступным, всегда влечет к себе человека.
С 1992 года близ с. Ачаир по инициативе митрополита Омского и Тарского Феодосия началось возведение православного крестового женского монастыря. Он был заложен недалеко от места, где на заре XX века находился Богородице-Михаило-Архангельский женский монастырь, закрытый и уничтоженный после прихода к власти большевиков. По замыслу владыки Феодосия монастырь должен являть идею нового Иерусалима на Сибирской земле. На святое дело было отведено 40 гектаров земли между Черлакским трактом и Иртышом, с крутым берегом и пойменными лугами, среди традиционного русского пейзажа. Проектные работы выполнили сотрудники Си6АДИ П. Ф. Дзекошкевич и ПА. Самосудов, резные работы — бригада во главе с Владимиром Малых, иконы и росписи — живописец Геннадий Адаев. В монастыре возведены предвратная церковь, надвратная колокольня, центральный собор, церковь у источника, пруд, монашеский блок, дом игуменьи и гостевой коттедж, речная пристань и ряд других строений. Вся территория монастыря рассечена с севера на юг прямой дорогой, по которой можно пройти через ворота до главной площади с собором и затем до берега реки, откуда по лестнице идет спуск к пристани. К ней периодически причаливают катера из Омска. В сталинскую эпоху рядом с Ачаиром размещался один из лагерей ГУЛАГа. Поэтому возродившаяся на Иртыше православная обитель стала монастырем-мемориалом, святым местом покаяния. Ачаирский монастырь рассчитан на 100 инокинь. Его первой настоятельницей была рукоположена́ игуменья Вера Бирюкова. В 2000 году в с. Большекулачье открыт мужской монастырь с церковью в честь св. Николая Чудотворца. По состоянию на 1 октября 2002 года, в Омском районе действуют 12 православных храмов и часовен, в том числе: церковь Св. Ильи — в Красноярке, церковь в честь Покрова Пресвятой Богородицы — в Новотроицком, церковь Архангела Михаила — в Усть-Заостровке, церковь в честь Св. Троицы — в Андреевке.